# Cállate y canta
Cállate y canta (en inglés: Dixie Chicks: Shut Up and Sing) es una película documental estadounidense de 2006 sobre la controversia de Dixie Chicks, producida y dirigida por Barbara Kopple y Cecilia Peck.
La película sigue a las Dixie Chicks, un trío femenino de música country de Texas, durante un periodo de tres años de intenso escrutinio público, reacciones de los fans, amenazas físicas y presiones de elementos políticos tanto corporativos como conservadores de Estados Unidos después de que la cantante principal, Natalie Maines, criticara públicamente al entonces Presidente de Estados Unidos, George W. Bush, durante un concierto en directo en Londres en 2003 como parte de su gira Top of the World Tour.

## Reparto
- Martie Maguire como ella misma
- Natalie Maines como ella misma
- Emily Robison como ella misma
- Adrian Pasdar como él mismo
- Rick Rubin como él mismo
- Pat Buchanan como él mismo (metraje)
- Barbara Boxer como ella misma (metraje)
- George W. Bush como él mismo (metraje)
- Anderson Cooper como él mismo (metraje)
- Dan Wilson como él mismo
- Paul Beane como él mismo
- Cindi Berger como ella misma
- Simon Renshaw como él mismo
- Gareth Maguire como él mismo

## Recepción

### Reseñas
La reacción de la crítica a la película ha sido positiva en general. Actualmente tiene una calificación del 89% en el agregador de reseñas Rotten Tomatoes. El consenso crítico dice: "Aunque aparentemente es una mirada íntima a las Dixie Chicks después de su comentario anti-Bush de 2003, la película logra una relevancia más amplia al explorar cómo se entrelazan los medios, la política y las celebridades".